# Teluk Wawosungu
Teluk Wawosungu (indonesiska: Teluk Staring) är en vik i Indonesien.   Den ligger i provinsen Sulawesi Tenggara, i den centrala delen av landet, 1 800 km öster om huvudstaden Jakarta.